# Zaya Younan
Zaya S. Younan är en assyrisk entreprenör och fastighetsmogul, bosatt i USA. Han är ägare av Younan Properties Inc., som äger kontorsbyggnader i Dallas, Houston, Chicago, Los Angeles och Phoenix, till ett värde av 11,41 miljarder kronor. Företaget är den största ägaren av kontorsbyggnader i Dallas.

## Karriär
Zaya Younan är amerikansk medborgare. Han föddes i Teheran, Iran. Younan arbetade i ledande befattningar på Fortune 500-företag, däribland General Motors, Johnson Controls och TRW innan han blev styrelseordförande och VD för Younan Properties, Inc., ett företag som han grundade år 2002 och som är baserat i Los Angeles, Kalifornien med kontor i Dallas, Houston, Chicago och Phoenix.